# Fredeluga europea
La fredeluga, cogullada/cucullada marina, merita, animal fred, somiafreds, n(y)ivit, judia al País Valencià o jua i juia (de prat) a les Balears (Vanellus vanellus) és un ocell limícola d'hàbits terrestres que s'observa a partir de l'època de pas i roman als Països Catalans durant el període hivernenc. Pertany al gènere de les fredelugues (Vanellus) i a la família dels caràdrids (Charadriidae).

## Noms dialectals
Els mots catalans corresponents a aquesta espècie són: fredeluga (amb les variants fredeluca i fredoleca), juia, judia (i jodia), nyivit (i nivit), cogullada (o cucullada) marina, i els menys estesos verdolaga, marinera, merita (valencià), pebret, fraret, pigre (al Rosselló).
Proverbi hivernal: Quan (o Si) merita veus per l'horta, fes foc, i tanca la porta.

## Morfologia
És de mida mitjana i fa cap a 30 cm de longitud, per bé que la seua envergadura pot arribar a 70 cm.
L'ala plegada fa 234 mm, però és un ocell lleuger, puix que el seu pes no ultrapassa 250 g.
El tret que més el singularitza és la presència d'un llarg plomall erèctil, negre amb reflexos, que li corona el cap i que esdevé una continuació del negre capell. Els mascles mostren aquest plomall més llarg que les femelles.
El mantell i el dors de les ales exhibeixen tonalitats verdes iridescents que contrasten notablement amb les parts, inferiors, que són blanques nívies.
La gola i el pit són negrosos i formen un plastró. Els flancs del coll són blancs i la cara és negrosa, limitada superiorment per una ratlla o mostatxo i de la mateixa color.
Les ales són amples i arrodonides, úniques entre els limícoles. Les plomes primàries mostren tons negres, però les primàries més externes contrasten de les altres per presentar l'extrem tacat del blanc pur. Al dessota té una coloració blanca a la part interna i negra als extrems.
La cua és blanca i barrada, a l'extrem, per una franja negra ampla.
El batre d'ales és lent, desmanegat i pigre, però és alhora molt característic.
El bec és prim i no gaire llarg (com a molt ateny 28 mm).
Les cames no són gaire llargues (el tars pot fer vora 50 mm) i tenen tons rogencs.

## Costums

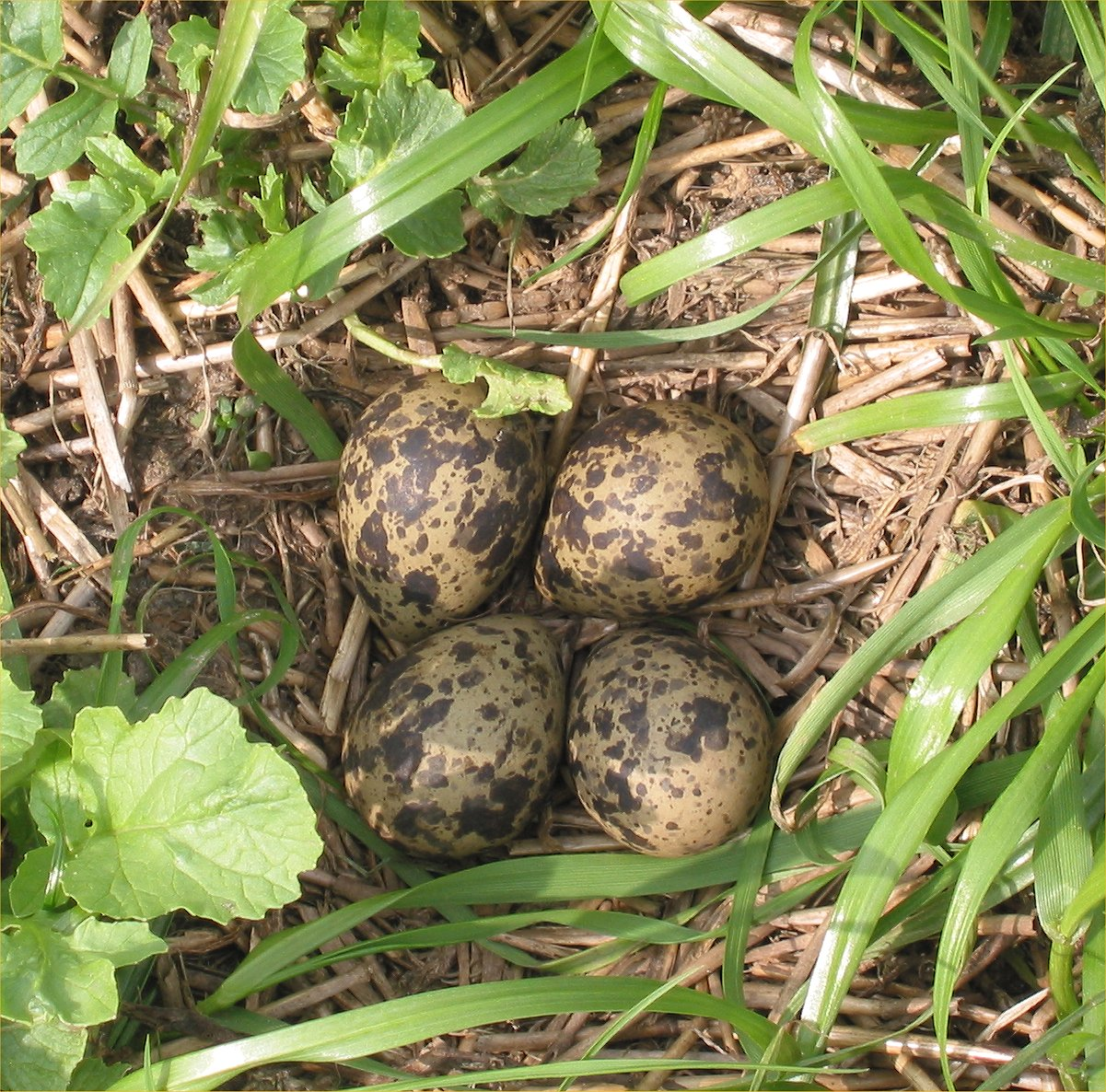
Niuada de fredeluga.

El seu crit és planyívol i l'emet sempre quan, atemorida, aixeca el vol.
Volen aparentment desordenades i s'arremolinen abans de deixar-se caure sobre els conreus. Un cop a terra, pel fet de córrer i parar-se de cop amb la mirada fixa a terra, recorda els costums dels corriols.
Tret de l'època de cria, és gregària i es pot concentrar en estols de milers d'exemplars. Aquests esbarts poden ésser empesos per les condicions meteorològiques adverses (fred, neu, etc.), i aleshores poden ocupar noves localitats en una veritable invasió (invasió per fugues tèrmiques).

## Alimentació
S'alimenta fonamentalment de llambrics, insectes, aranyes i altres invertebrats que captura bo i caminant pels sembrats i pels erms.

## Hàbitat

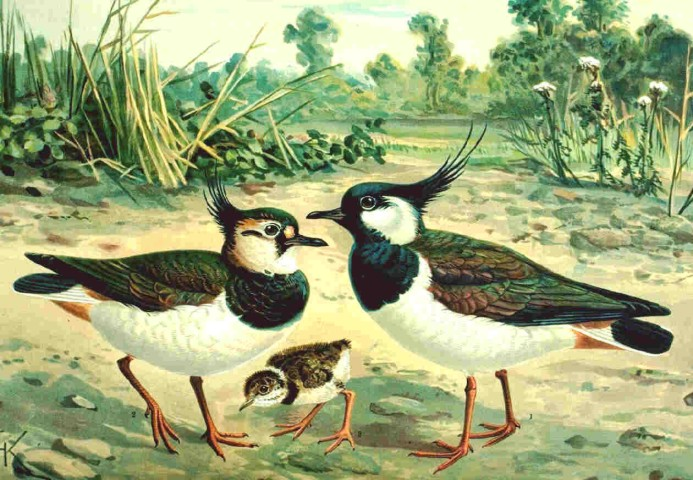
Parella de fredelugues amb jove immadur.

Sovinteja en els terrenys conreats de la plana i defuig les zones muntanyenques. Els seus ramats són molt característics a les contrades planeres durant l'hivern.